# Annona montana
Annona montana là loài thực vật có hoa thuộc họ Na. Loài này được Macfad. mô tả khoa học đầu tiên năm 1837.

## Hình ảnh

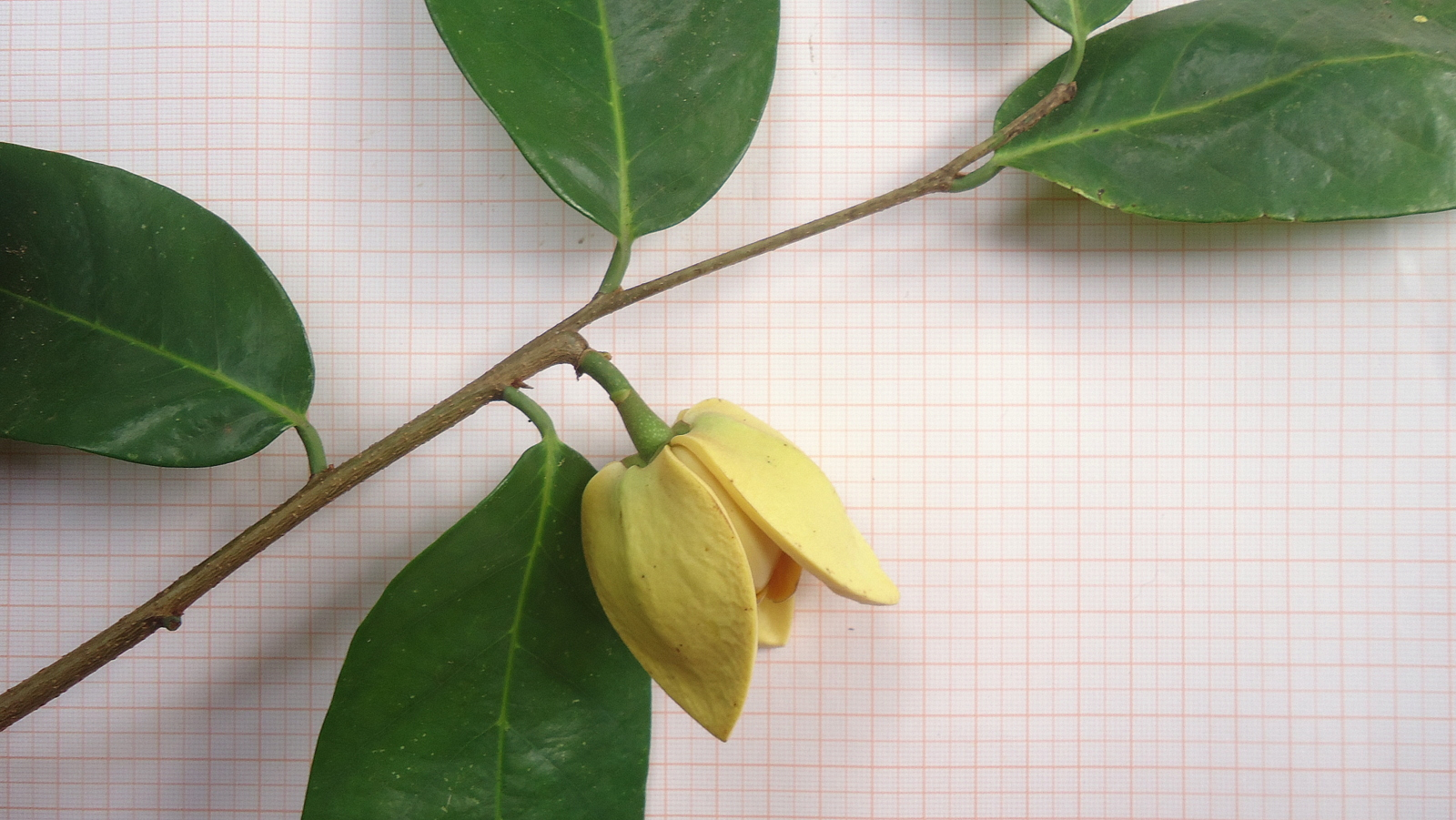
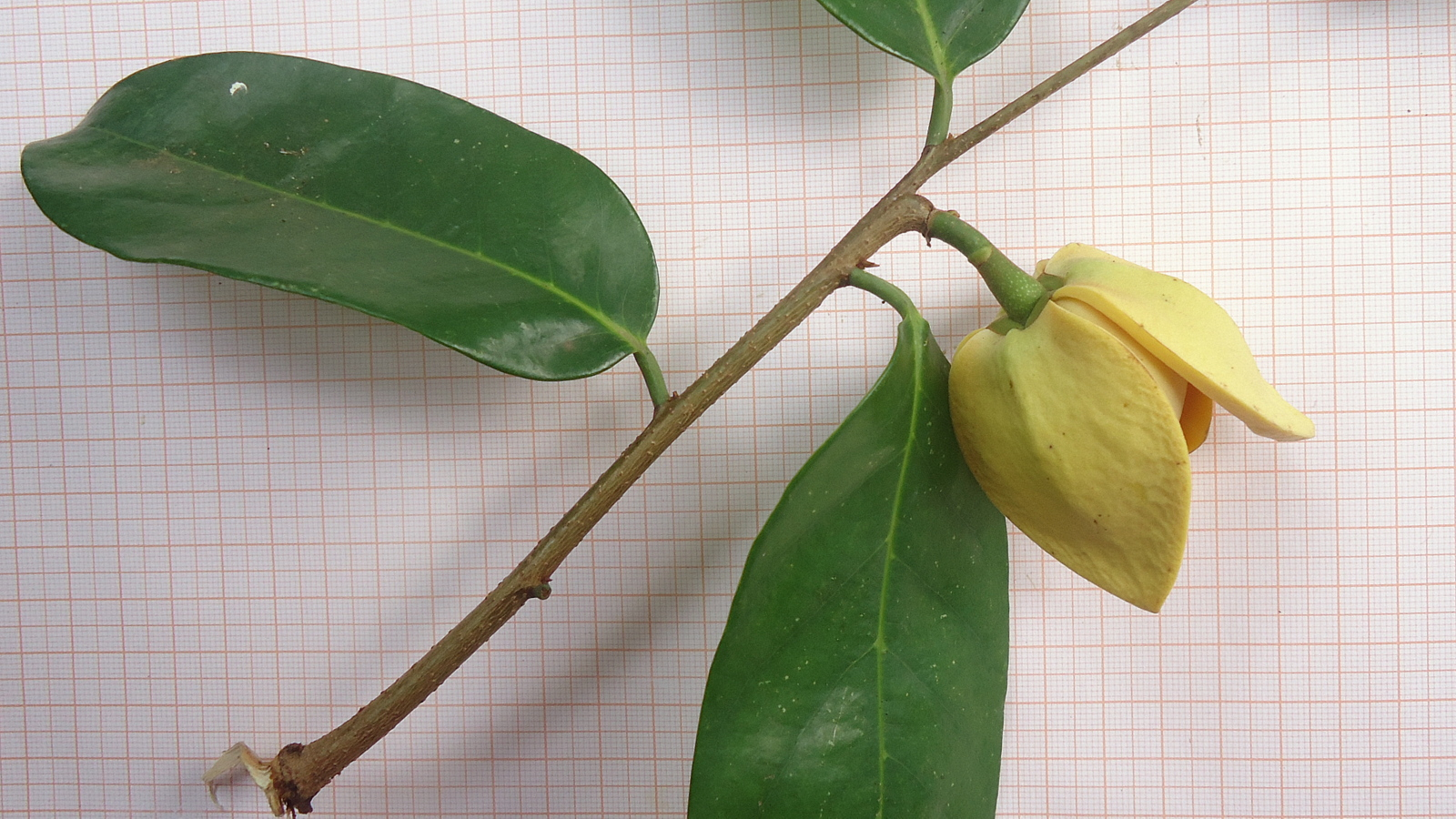
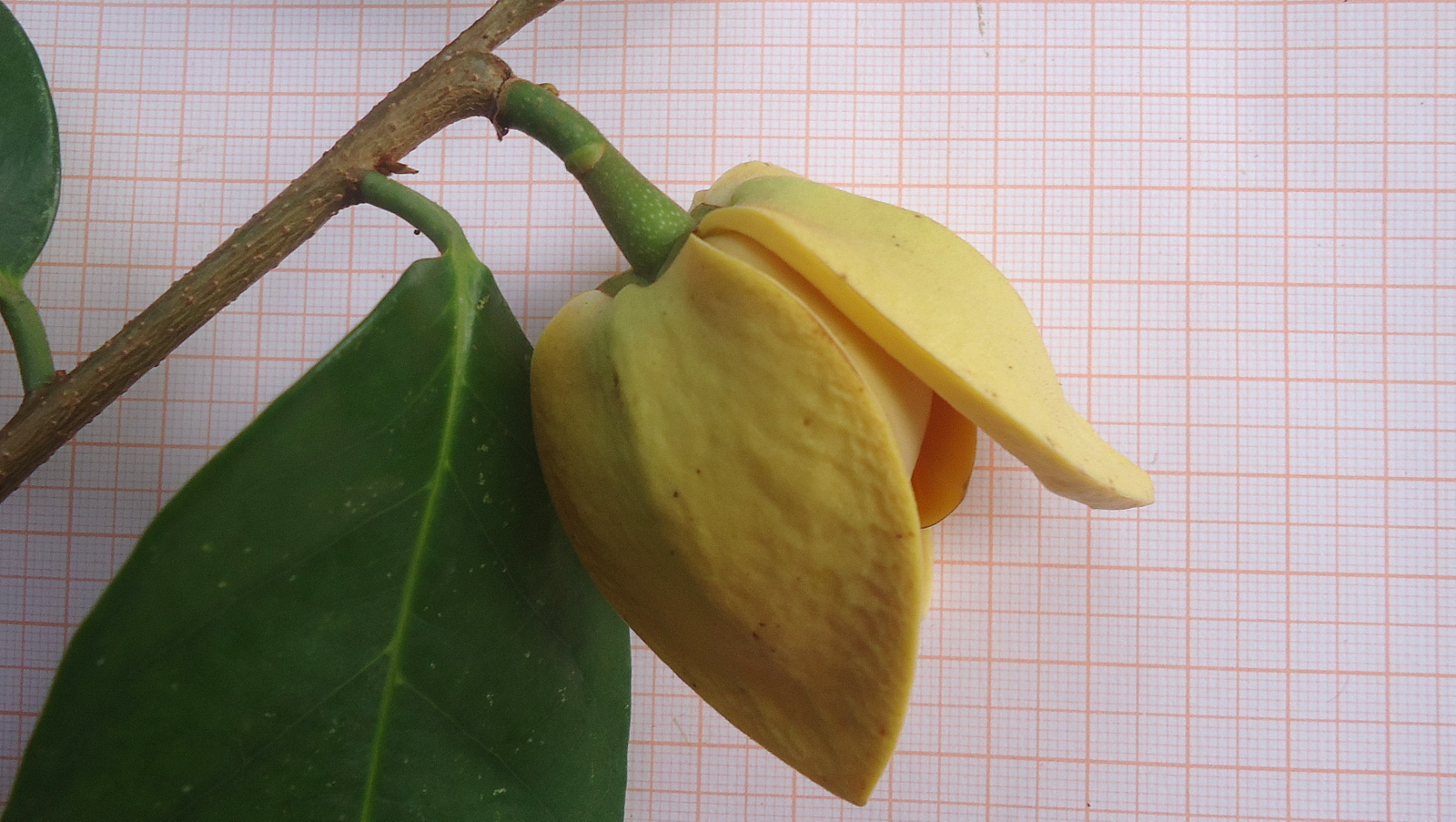
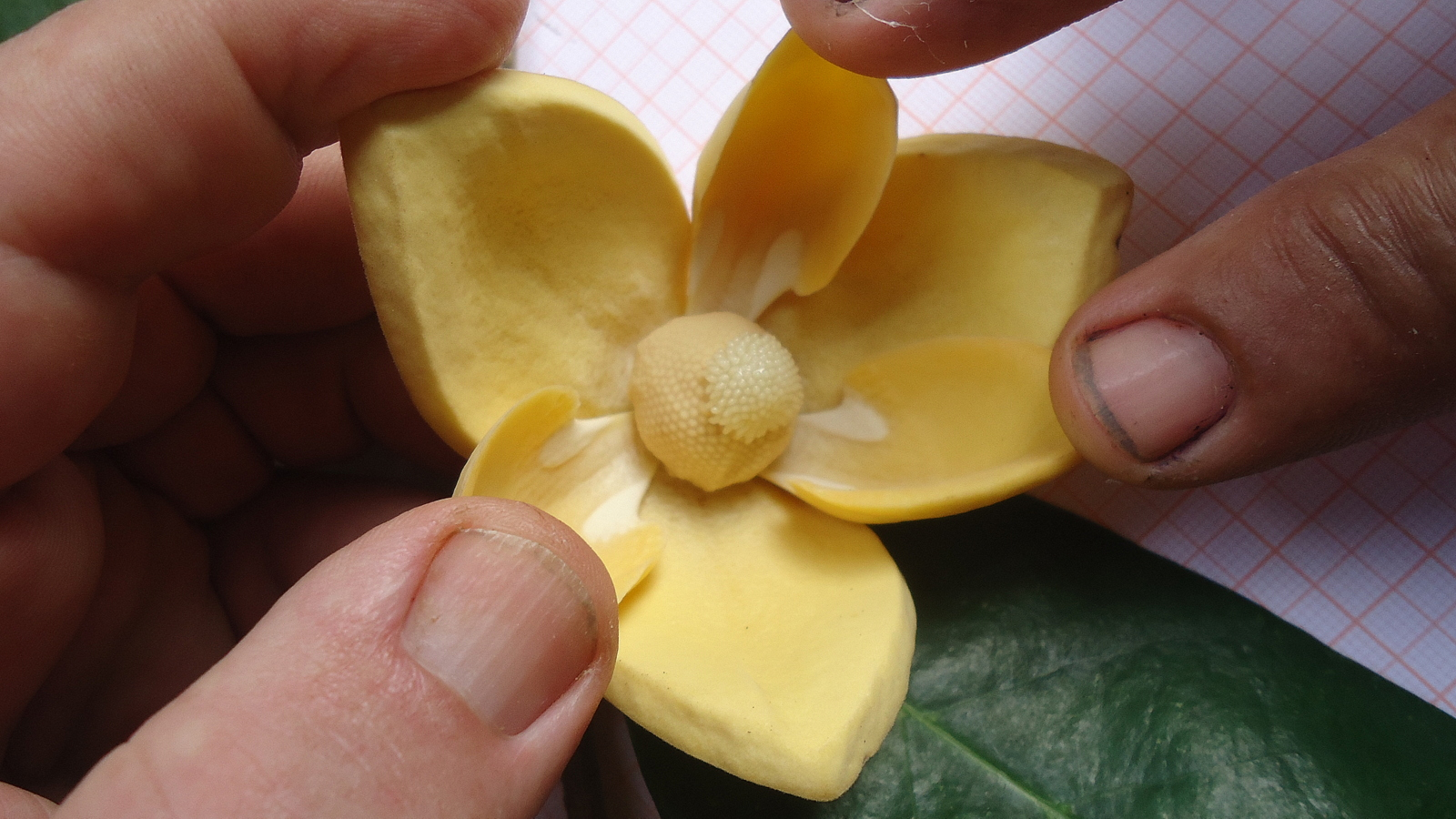